# 49382 Lynnokamoto
49382 Lynnokamoto è un asteroide della fascia principale. Scoperto nel 1998, presenta un'orbita caratterizzata da un semiasse maggiore pari a 2,6645776 UA e da un'eccentricità di 0,1622875, inclinata di 11,05647° rispetto all'eclittica.